# Anfilogino Guarisi
Anfilóquio Guarisi Marques, connu sous le nom d'Anfilogino Guarisi et surnommé Filó, né le 26 décembre 1905 à São Paulo (Brésil) et mort le 8 juin 1974 dans la même ville, est un footballeur italo-brésilien évoluant au poste d'attaquant.

## Biographie
Anfilogino Guarisi, d'origine brésilienne, joue pour quatre clubs brésiliens durant sa carrière : l'Associação Portuguesa de Desportos, le Club Athletico Paulistano, le Sport Club Corinthians Paulista et la Sociedade Esportiva Palestra Itália. Il est sélectionné en équipe du Brésil de football où il joue six matchs (dont quatre officiels) et marque deux buts.
Il évolue aussi en Italie à la SS Lazio entre 1933 et 1936, où il obtient sa naturalisation. Il est ainsi sélectionné au sein de l'équipe d'Italie de football avec lequel il joue six matchs, dont un match de la Coupe du monde de football de 1934 remportée par les Italiens.

## Palmarès
- Vainqueur de la Coupe du monde de football de 1934 avec l'équipe d'Italie de football.
- Vainqueur de la Coupe internationale 1933-1935 avec l'équipe d'Italie de football.
- Vainqueur du Championnat de São Paulo de football en 1926, 1927 et 1929 avec le Club Athletico Paulistano, en 1929 (APEA), 1930 et 1937 avec le Sport Club Corinthians Paulista et en 1940 avec la Sociedade Esportiva Palestra Itália[3].

- Meilleur buteur du Championnat de São Paulo de football 1926 avec 16 buts[3].